# Walther Koß
Walther Koß (* 29. Oktober 1904 in Wustrow; † 1. Mai 1945 in Grimmen) war ein deutscher Redakteur, ehrenamtlicher Archivpfleger und Heimatforscher in Grimmen.

## Familie
Der Sohn des Kaufmanns Heinrich Koß/Koss (1880–1945) und seiner Ehefrau Ella geb. Freudenthal (1884–1945) wurde im Ostseebad Wustrow geboren, wo der Vater Pächter eines Kolonialwarenladens und Besitzer von Voss’ Hotel war. Bereits im Jahr 1908 zog die Familie nach Grimmen, wo Heinrich Koss in der Langestraße ein Ladengeschäft übernahm. 1911 wurde Heinrich Koß zum Vorsitzenden des Kaufmännischen Vereins gewählt. Die Familie war befreundet mit dem Heimatschriftsteller Rudolf Tarnow, der oft in Grimmen zu Besuch war. Die Mutter Ella Koss schrieb, angeregt durch diese Freundschaft und die Liebe zur plattdeutschen Sprache, Gedichte zu besonderen Anlässen. Einige Gedichte sind ihrer Geburtsstadt Teterow gewidmet, die sie liebte und verehrte.

## Leben
Nach Beendigung der Schulzeit trat Walther Koß am 1. Oktober 1924 in die Schriftleitung der Rostocker Zeitung Mecklenburger Warte ein. Er hat den lokalen Teil, die Sportsseite und den Unterhaltungsteil verantwortlich redigiert und gezeichnet. Von 1930 bis 1938 war er bei der Grimmener Kreiszeitung als ständiger Mitarbeiter und ab 1. Oktober 1933 als Schriftleiter tätig. Walther Koß beschäftigte sich intensiv mit heimatgeschichtlichen Themen. Er brachte zahlreiche Beiträge über die Heimat- und Ortsgeschichte in der Grimmener Kreiszeitung sowie anderen Zeitschriften und in Buchform heraus.
Am 11. November 1940 wurde Walther Koß im Auftrag des Staatsarchivs Stettin wegen der Sicherung des Archivgutes zum ehrenamtlichen Archivpfleger für den Kreis Grimmen ernannt.
Kurz vor Kriegsende am 1. Mai 1945 beging er Suizid.

## Werke (Auswahl)
- in: Unser Pommerland XV. Jahrgang 1930, Heft 8/9 „Grimmen“. Ein Gang durch Grimmen – Fritz Reuter und der Kreis Grimmen – Ein Grimmener Kirchenliederdichter (Johannes Flitner) – Ein Privileg für Grimmen von 1349 – Theateridylle – Aus der guten alten Zeit – Denkmäler, bleibender als Erz – Ein Grimmener Maler (Paul Petersdorf) – Der Volksmund erzählt (Grimmener Sagen); XVI. Jahrgang 1931, Heft 3: Gottlieb Mohnike und Carl Coppius zwei pommersche Heimatforscher; XVII. Jahrgang 1932, Heft 4: Carl Felix von Schlichtegroll;
- in: Grimmener Kreiszeitung (GKZ) 1937: Ein Jahrhundert Tagelöhner Leichen-Gesellschaft in Grimmen – Grimmen und die schwedische Landesvermessung 1697 – Geheimnisse um Heilig Leichnam in Grimmen – Der Stadt Krone und Zier, Gedenkblatt zur Neuerstehung des Rathauses – Von der großen Plünderung den 31.12.1637; GKZ 1931: Geschichte des Turnvereins Grimmen von 1860; GKZ 1936: Aus der Vergangenheit der Grimmener Kaufmannschaft 1781 bis 1936; GKZ 1933: Holthof, 300 jähr. Familienbesitz.
- in: Deutsches Städtebuch Bd. 1, Kohlhammer Verlag Stuttgart 1939, S. 178 f. Grimmen